# 勒瓦诺-伊尔洛
勒瓦诺-伊尔洛（法語：Le Vanneau-Irleau，法語發音：[lə vano iʁlo]）是法国德塞夫勒省的一个市镇，属于尼奥尔区。

## 地理
勒瓦诺-伊尔洛（46°17'42"N, 0°38'5"W）面积14.17 平方千米，位于法国新阿基坦大区德塞夫勒省，该省份为法国西部内陆省份，北起曼恩-卢瓦尔省，西接旺代省，南至夏朗德省和滨海夏朗德省，东临维埃纳省。
与勒瓦诺-伊尔洛接壤的市镇（或旧市镇、城区）包括：阿尔赛、库隆、桑赛、伯内、勒马佐。

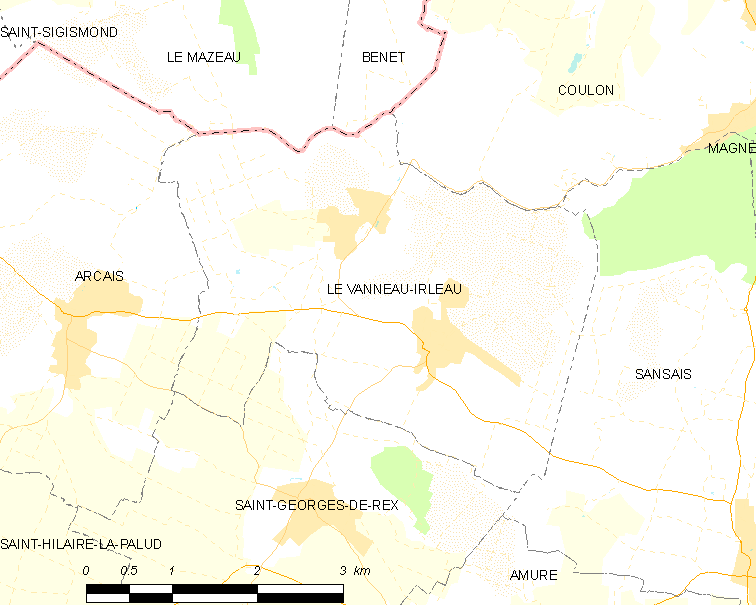
勒瓦诺-伊尔洛的OSM定位图

勒瓦诺-伊尔洛的时区为UTC+01:00、UTC+02:00（夏令时）。

## 行政
勒瓦诺-伊尔洛的邮政编码为79270，INSEE市镇编码为79337。

## 政治
勒瓦诺-伊尔洛所属的省级选区为弗龙特奈罗昂罗昂县。

## 人口

1962-2008年间勒瓦诺-伊尔洛人口变化图示

勒瓦诺-伊尔洛于2022年1月1日时的人口数量为861人。